# Belén (Magdalena)
Belén es un centro poblado del municipio colombiano de El Banco en el departamento del Magdalena. Esta a 31 minutos de la cabecera municipal. Cuenta con la peculiaridad de estar rodeado por la Ciénaga de Zapatosa en su parte occidental, sur y oriental. Hace parte de la zona rural del municipio y cuenta con una extensión de 28.8 hectáreas.

## Vías
El ccentro poblado tiene una vía propia la cual no esta pavimentada y esta conectada con la Ruta Nacional 43, la cual es una importante vía que comunica a El Banco con Chimichagua, en el departamento del Cesar.

## Turismo
El centro poblado cuenta con la Ciénaga de Zapatosa. La ciénaga es un humedal de gran extensión que abarca varios municipios de la región, siendo hogar de una gran variedad de especies animales y vegetales. 
Se puede hacer paseos en canoa por la ciénaga. Durante los paseos en canoa, se pueden visitar pueblos cercanos como Chimichagua y otros poblados que rodean la ciénaga. Incluso se puede llegar hasta El Banco. 